# Lithospermum gastonii
Lithospermum gastoni es una especie de plantas perteneciente a la familia de las boragináceas.

## Descripción
Es una hierba que alcanza un tamaño de (10)15-30 cm de altura, rizomatosa, uni- o multicaule. Tallos erectos, simples, híspido-pubescentes en la parte superior, con pelos adpresos y patentes de distintos tamaños, hasta de 1 mm, glabros en la parte inferior. Hojas sésiles, híspido- pubescentes, con pelos de distintos tamaños, adpresos o algo patentes, laxamente dispuestos en ambas superficies y de manera más densa en los márgenes; las basales hasta de 2(2,4) × 0,4 cm, de estrechamente elípticas a lineares, agudas –las cercanas al rizoma ± escuamiformes–; las caulinares medias hasta de 5,5(6) × 1,8(2,2) cm, sésiles, semiamplexicaules, de ovado-lanceoladas a elípticas, de agudas a acuminadas. Inflorescencia con cimas hasta de 5(6) cm en la fructificación. Flores con brácteas foliosas, generalmente de mayor longitud que las flores; pedicelos en flor de 2,5-3(3,5) mm, en fruto hasta de 4(4,5) mm. Cáliz en flor de (3)4-7(8) mm, más corto que el tubo de la corola, en fruto de mayor tamaño; lóbulos de (0,8)1-1,5(2) mm de anchura, lineares, setoso-híspidos, con pelos de distinta longitud, hasta de 1(1,3) mm, adpresos y ± patentes. Corola de (13)15-18(20) mm de diámetro, azul o de purpúrea a violeta; tubo (4,5)5-6,5 mm, cilíndrico o subcilíndrico, externamente pubescente en la parte superior y glabro en la inferior, internamente con papilas dispersas, más densamente dispuestas hacia la base; garganta con 5 callosidades papilosas ± lanceoladas, que alternan con otras tantas bandas de pelos glandulíferos cortos; lóbulos 5-8(10) × 4-5(5,5) mm, laxamente pubescentes por la cara externa, con márgenes, ápices y la cara interna glabros. Estambres insertos en la parte inferior del tubo de la corola; filamentos 0,4-0,8 mm, algo papilosos; anteras 0,9-1 mm, con apículo de c. 0,1 mm, pardas. Ovario con estilo de (0,5)0,7-0,9(2) mm; estigma bilobado que se prolonga en un apéndice estéril ± cónico. Núculas 4,5 × 3,5-4,5 mm, subovoides o subglobosas, contraídas apicalmente, aquilladas ventralmente, con una costilla dorsal y, a veces, también lateral, rugulado-foveoladas, blancas o blanco amarillentas, mates.

## Distribución y hábitat
Se encuentra en grietas y pedregales calcáreos; a una altitud de 1600-2150(2350) metros en el W de los Pirineos, en España y Francia. Pirineos occidentales.

## Taxonomía
Lithospermum gastoni fue descrita por (George Bentham) J.Holub y publicado en Folia Geobot. Phytotax. 8: 164 (1973)
Sinonimia
- Aegonychon gastonii (Benth.) Holub	[3]
- Buglossoides gastoni (Benth.) I.M. Johnst.[4]